# Diego Niñerola Esteve
Diego Niñerola Esteve (Llíria, Camp de Túria, 1974) és un músic valencià.

## Biografia
Inicià els seus estudis de música a l'Ateneu musical i d'ensenyament Banda Primitiva de Llíria. Obtingué la titulació que el capacità com a professor de tuba i bombardí. Estudia harmonia i melodia acompanyada dirigit pel professor José Manuel Aparici, i obtingué el premi d'harmonia 1993 del Conservatori Superior de Música de València. Entre 1995 i 1998, assistí als cursos de contrapunt i fuga.
Durant l'any 1997 va estudiar direcció d'orquestra impartida per Manuel Galduf, i a partir de 1999 assistí als cursos de composició del compositor i professor Ferran Ferrer.
Entre 1990 i 1996, fou professor de música a la Societat San Juan Bautista de Loriguilla. Des de l'any 1997 impartix classes de música al Col·legi Francisco López Latorre de Llíria. El 1998 s'incorpora al personal docent de l'Ateneu Musical i d'Ensenyament Banda Primitiva de Llíria. També ha dirigit l'agrupació musical Vicente Giménez de Llíria, i el 1999 ocupà la direcció de la Jove Orquestra de l'Ateneu Musical i d'Ensenyament Banda Primitiva de Llíria. El 1999, ocupà el càrrec de director de l'Agrupació Coral de l'Associació Musical de Quartell i també ha dirigit l'Agrupació Coral de l'Ateneu Musical i d'Ensenyament Banda Primitiva de Llíria i el 2001 la de la Societat Musical de Banyeres de Mariola (a l'Alcoià).